# أندريه جوليفيه
أندريه جوليفيه (بالفرنسية: André Jolivet) 
نطق فرنسي: [ɑ̃dʁe ʒɔlivɛ]
```
(8 أغسطس 1905 - 20 ديسمبر 1974) ملحن فرنسي. اشتهر جوليفيه بإخلاصه للثقافة الفرنسية والفكر الموسيقي، اعتمد على التأثيرات الموسيقية القديمة والحديثة، خاصة على الآلات المستخدمة في العصور القديمة.
```

توفي جوليفيه في باريس عام 1974 عن عمر ناهز 69 عامًا، تاركًا أوبراه "الجندي المجهول" (بالفرنسية: Le Soldat inconnu) غير مكتملة. دفن في مقبرة مونمارتر بجوار الملحن هنري سوجيت (القسم 27، بالقرب من قبر هيكتور بيرليوز).